# Club sportif d'Abidjan Treichville
Pour les articles homonymes, voir CSA.
Maillots
Le Club sportif d'Abidjan Treichville ou CSA Treichville est un club ivoirien de basket-ball basé à Treichville.

## Historique
Le club est fondé en 1999 par Siaka Coulibaly, ancien entraîneur de l'ASEC Mimosas.

## Palmarès
- Championnat de Côte d'Ivoire féminin de basket-ball : 
  - Champion : 2009 - 2010 - 2012 - 2016
  - Vice-champion : 2004 - 2014
- Coupe de Côte d'Ivoire féminine de basket-ball : 
  - Vainqueur : 2006 - 2007 - 2008 - 2009 - 2010
  - Finaliste : 2014 et 2023[1].

## Joueuses et anciennes joueuses
- Assétou Kolga
- Mariame Kolga
- Maimounatou Kolga
- Edwige Djedjemel
- Kani Kouyaté
- Mariama Kouyaté
- Amandine Bognini
- Minata Fofana
- Awa Adja Koné
- Safiétou Kolga